# Ministarstvo straha
Ministarstvo straha naziv je osamnaestog studijskog albuma Arsena Dedića, objavljenoga 1997. godine. Album je kritički izvrsno primljen. Po objavljivanju, kritika je album nazvala 'remek-djelom', a profesija mu je 1998. dodijelila Porin u kategoriji Najboljeg albuma zabavne glazbe te nagradu „Milivoj Körbler” (za autorsko stvaralaštvo u području zabavne glazbe). Album sadrži 14 pjesama među kojima su "Seosko groblje", "Tvoje tijelo - moja kuća", "Ratni profiteri", "Stari vuci", "Čistim svoj život", "Ruke", te naslovna "Ministarstvo straha". Dedić je autor gotovo svih tekstova, osim antiratnih pjesama "Seosko groblje I" i "Seosko groblje II" koje je napisao književnik Antun Šoljan. Potonje, "Brehtijanskog ugođaja, sumorne i anegdotalne" su ocjenjivane i najljepšim pjesmama o ratu. Album je izvorno bio nazvan "Ministarstvo".

## Popis pjesama
Glazba: Arsen Dedić.
| 1.    | »Seosko groblje II«        | Antun Šoljan   | Arsen Dedić       | 2:50 |
| 2.    | »Tvoje tijelo - moja kuća« | Arsen Dedić    | Stipica Kalogjera | 4:19 |
| 3.    | »Čovjek bez zvijezda«      | Arsen Dedić    | Stipica Kalogjera | 3:02 |
| 4.    | »Lutka«                    | Zvonimir Golob | Arsen Dedić       | 3:06 |
| 5.    | »Čistim svoj život«        | Arsen Dedić    | Stipica Kalogjera | 3:17 |
| 6.    | »Seosko Groblje I«         | Antun Šoljan   | Arsen Dedić       | 2:33 |
| 7.    | »Dva ljubljanska dana«     | Arsen Dedić    | Stipica Kalogjera | 3:10 |
| 8.    | »Stari vuci«               | Arsen Dedić    | Arsen Dedić       | 2:37 |
| 9.    | »Ratni profiteri«          | Arsen Dedić    | Arsen Dedić       | 1:59 |
| 10.   | »Daj mi malo«              | Arsen Dedić    | Stipica Kalogjera | 2:42 |
| 11.   | »Ministarstvo straha«      | Arsen Dedić    | Stipica Kalogjera | 3:20 |
| 12.   | »Ruke«                     | Arsen Dedić    | Arsen Dedić       | 1:35 |
| 13.   | »Ivan bez zemlje«          | Arsen Dedić    | Stipica Kalogjera | 2:22 |
| 14.   | »I na kraju malo sreće«    | Arsen Dedić    | Arsen Dedić       | 1:43 |
| 38:35 |                            |                |                   |      |

## Vanjske poveznice
- Discogs: Ministarstvo